# Liste der längsten Start- und Landebahnen
Die Länge von Start- und Landebahnen ist abhängig von:
1. dem Typ/Zweck des Flugplatzes: Ein Militärflugplatz für den Test von neuen Flugzeugtypen benötigt längere Pisten, als ein kleines Segelfluggelände.
2. dem Status des Flugplatzes: Die Länge der Start- und Landebahnen wird nach der aufkommenden Art des Flugverkehrs bemessen: Handelt es sich um einen interkontinentalen Flughafen, auf dem Flugzeuge mit großem Startgewicht landen, beträgt die Mindestlänge 3.600 bis 4.000 Meter.
3. dem Standort des Flugplatzes: Die jeweiligen Höhenlagen und die dortigen Temperaturen bedingen verschiedenartigen Luftdruck. Je geringer der Luftdruck, desto geringer der Auftrieb, umso mehr Startrollstrecke benötigen Flugzeuge, um die dadurch erforderliche höhere Abhebegeschwindigkeit erreichen zu können.

## Liste von Flugplätzen mit Start- und Landebahnen mit mehr als 4.400 Meter Länge
Quellen: 
| Flugplatz (IATA/ICAO)                           | Land                         | Koordinaten                   | Länge (Meter)                     | Länge (Fuß) | Typ                   |
| ----------------------------------------------- | ---------------------------- | ----------------------------- | --------------------------------- | ----------- | --------------------- |
| Edwards Air Force Base (KEDW)                   | Vereinigte Staaten           | 34° 55′ 50″ N, 117° 50′ 16″ W | 11.920                            | 39.096      | militärisch           |
| White Sands Space Harbor (–)                    | Vereinigte Staaten           | 32°56’36’’N, 106°25’10’’W     | 10.668                            | 35.000      | militärisch           |
| Edwards Air Force Base (KEDW)                   | Vereinigte Staaten           | 34°56’35’N, 117°51’43’W       | 8.988                             | 29.487      | militärisch           |
| Groom Lake Air Force Base (Area 51) (KXTA)      | Vereinigte Staaten           | 37°14’06’’N, 115°48’40’’W     | 7.093                             | 23.270      | militärisch           |
| Edwards Air Force Base (KEDW)                   | Vereinigte Staaten           | 34°50’40’’N, 117°51’11’’W     | 7.041                             | 23.100      | militärisch           |
| Edwards Air Force Base (KEDW)                   | Vereinigte Staaten           | 34°56’43’’N, 117°52’03’’W     | 7.037                             | 23.086      | militärisch           |
| Edwards Air Force Base (KEDW)                   | Vereinigte Staaten           | 34°57’26’’N, 117°50’34’’W     | 6.759                             | 22.175      | militärisch           |
| Edwards Air Force Base (KEDW)                   | Vereinigte Staaten           | 34°49’56’N, 118°03’56’’W      | 6.437                             | 21.120      | militärisch           |
| Edwards Air Force Base (KEDW)                   | Vereinigte Staaten           | 34°49’56’’N, 118°03’56’’W     | 6.437                             | 21.120      | militärisch           |
| Flughafen Qamdo-Bamda (BPX)                     | Volksrepublik China          | 30°33’13’’N, 097°06’31’’E     | 5.500                             | 18.045      | zivil                 |
| Flugplatz Schukowski (UUBW)                     | Russland                     | 55° 34′ 4″ N, 38° 7′ 13″ O    | 5.403                             | 17.726      | Industrie             |
| Baikonur                                        | Kasachstan                   |                               | 5.000 (Beton)                     | 16.404      | speziell (für Buran)  |
| Baikonur                                        | Kasachstan                   |                               | 5.000 (behelfsmäßig, unbefestigt) | 16.404      | speziell (für Buran)  |
| Friedens-Flughafen Xigazê (ULY)                 | Volksrepublik China          | 29°21’07’’N, 089°18’41’’E     | 5.000                             | 16.404      | zivil/militärisch     |
| Flughafen Uljanowsk-Wostotschni                 | Russland                     | 54°24’04’’N, 048°48’10’’E     | 5.000                             | 16.404      | zivil                 |
| Flughafen Embraer Unidade Gavião Peixoto (SBGP) | Brasilien                    | 21°46’25’’S, 048°24’18’’W     | 4.967                             | 16.296      | Industrie             |
| Flughafen Upington (UTN)                        | Südafrika                    | 28° 24′ 4″ S, 21° 15′ 35″ O   | 4.900                             | 16.076      | zivil                 |
| Denver International Airport (DEN)              | Vereinigte Staaten           | 39°51’42’’N, 104°40’23’’W     | 4.877                             | 16.000      | zivil                 |
| Hamad International Airport (DOH)               | Katar                        | 25°16’23’’N, 051°36’’29’’E    | 4.850                             | 15.912      | zivil                 |
| Flughafen Madrid-Torrejón (TOJ)                 | Spanien                      | 40°29’48’’N, 003°26’’45’’W    | 4.818                             | 15.807      | zivil/militärisch     |
| Flughafen Erbil (EBL)                           | Irak                         | 36°14’15’’N, 043°57’47’’E     | 4.800                             | 15.748      | zivil                 |
| Flughafen Harare International (HRE)            | Simbabwe                     | 17°55’54’’S, 031°05’34’’E     | 4.725                             | 15.502      | zivil                 |
| Flughafen Ndjili (FIH)                          | Demokratische Republik Kongo | 04°23’08’’S, 015°26’40’’E     | 4.700                             | 15.420      | zivil                 |
| Hwange National Park Airport (HWN)              | Simbabwe                     | 18°37’48’’S, 027°01’16’’E     | 4.600                             | 15.092      | zivil                 |
| Southern California Logistics Airport (VCV)     | Vereinigte Staaten           | 34°35’51’’N, 117°22’59’’W     | 4.587                             | 15.050      | zivil                 |
| Edwards Air Force Base (KEDW)                   | Vereinigte Staaten           | 34°54’20’’N, 117°53’01’’W     | 4.579                             | 15.024      | militärisch           |
| Hamad International Airport (DOH)               | Katar                        | 25°15’40’’N, 051°33’54’’E     | 4.572                             | 15.000      | zivil                 |
| Edwards Air Force Base (KEDW)                   | Vereinigte Staaten           | 34°57’22’’N, 117°50’35’’W     | 4.572                             | 14.999      | militärisch           |
| Shuttle Landing Facility (KTTS)                 | Vereinigte Staaten           | 28°36’54’’N, 080°41’40’’W     | 4.572                             | 15.000      | militärisch/Industrie |
| Vandenberg Air Force Base (KVBG)                | Vereinigte Staaten           | 34°43’46’’N, 120°34’36’’W     | 4.572                             | 15.000      | militärisch/Industrie |
| Internationaler Flughafen Hosea Kutako (WDH)    | Namibia                      | 22°29’12’’S, 017°27’45’’E     | 4.532                             | 14.869      | zivil                 |
| Flughafen Dubai-World Central (DWC)             | Vereinigte Arabische Emirate | 24°53’10’’N, 055°10’20’’E     | 4.500                             | 14.764      | zivil                 |
| Flughafen Almaty (ALA)                          | Kasachstan                   | 43°21’07’’N 077°02’26’’E      | 4.500                             | 14.764      | zivil                 |
| Mafikeng Airport (MBD)                          | Südafrika                    | 25°48’27’’S 025°32’40’’E      | 4.500                             | 14.764      | zivil                 |
| Bushehr Airport (BUZ)                           | Iran                         | 28°56’41’’N, 050°50’04’’E     | 4.470                             | 14.665      | zivil                 |
| Flughafen Madrid-Barajas (MAD)                  | Spanien                      | 40°29’03’’N, 003°34’00’’W     | 4.470                             | 14.665      | zivil                 |
| John F. Kennedy International Airport (JFK)     | Vereinigte Staaten           | 40°38’23’’N, 073°46’44’’W     | 4.442                             | 14.572      | zivil                 |
| Indira Gandhi International Airport (DEL)       | Indien                       | 28°33’59’’N, 077°06’11’’E     | 4.430                             | 14.534      | zivil                 |
| Eielson Air Force Base (ICAO)                   | Vereinigte Staaten           | 64°39’56’’N, 147°06’05’’W     | 4.429                             | 14.530      | militärisch           |
| Flughafen Las Vegas (LAS)                       | Vereinigte Staaten           | 36°04’’48’’N, 115°09’08’’W    | 4.423                             | 14.510      | zivil                 |
| Flughafen Johannesburg (JNB)                    | Südafrika                    | 26°08’21’’S, 028°14’46’’E     | 4.418                             | 14.495      | zivil                 |